# Władysławów (powiat grodziski)
Władysławów – wieś w Polsce położona w województwie mazowieckim, w powiecie grodziskim, w gminie Żabia Wola.
W skład sołectwa Władysławów wchodzi także wieś Przeszkoda.
W latach 1975–1998 miejscowość należała administracyjnie do województwa skierniewickiego.